# Michael Ludwig von Diezelsky

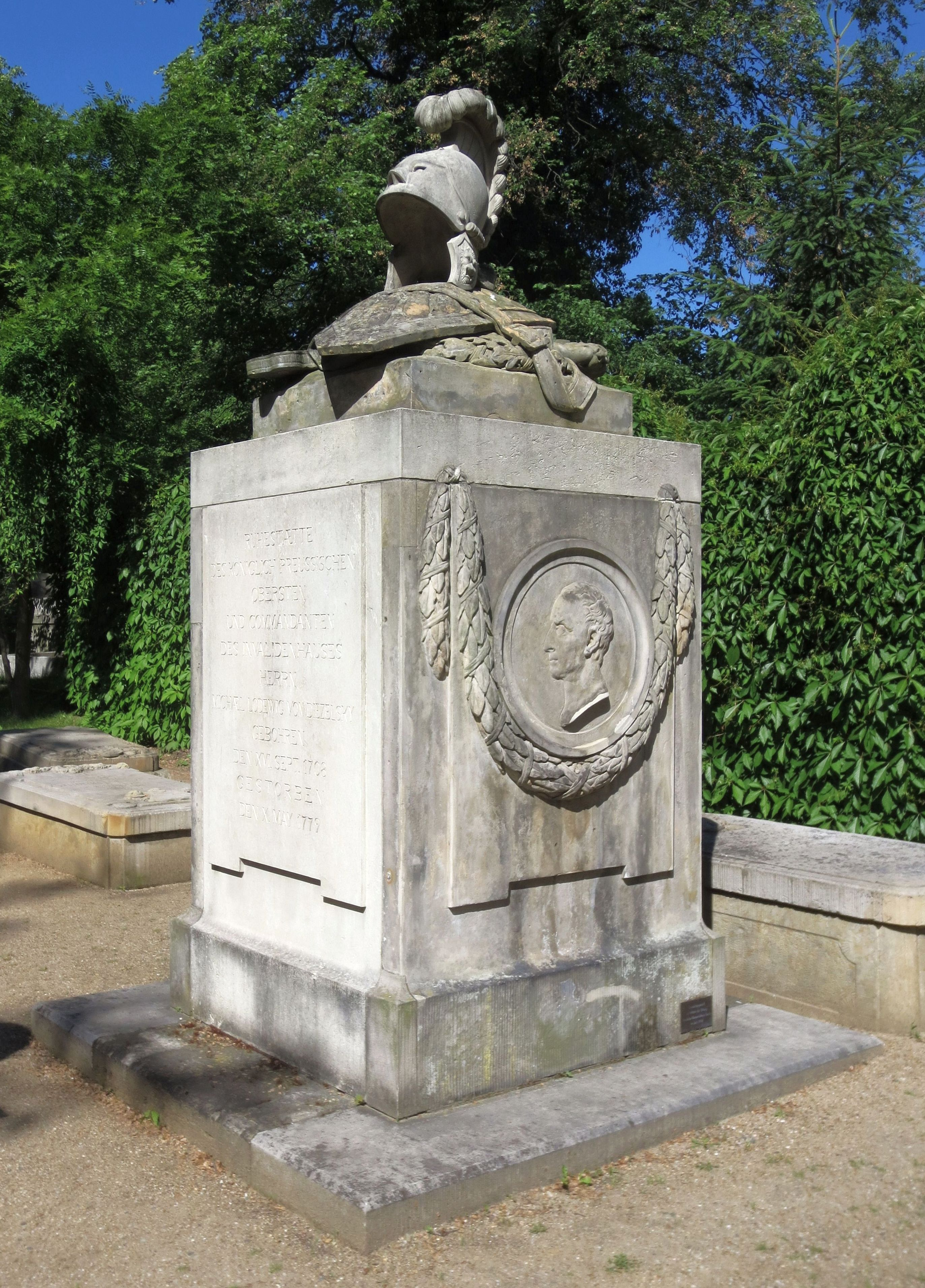
Grabmonument des Michael Ludwig von Diezelsky (1708–1779) auf dem Berliner Invalidenfriedhof

Michael Ludwig von Diezelsky (* 16. September 1708 in Hinterpommern; † 10. Mai 1779 in Berlin) war der dritte Chef des Berliner Invalidenkorps und des Invalidenhauses.

## Leben
Michael Ludwig war Angehöriger des polnisch-pommerischen Adelsgeschlechts von Diezelsky, das bei Lauenburg und Neustadt begütert war.
Er kam 1724 zum Regiment „Forcade zu Fuß“. Dort wurde er 1747 Stabshauptmann und 1753 Kompaniechef. im März 1749 wurde er zum Major befördert und im Mai 1767 zum Oberst und Kommandeur des Regiments. 1774 erhielt er den Pour le Mérite und wurde am 30. Dezember 1775 zum neuen Chef des Berliner Invalidenkorps und des Invalidenhauses ernannt.
Er wurde dementsprechend auf dem Invalidenfriedhof bestattet; sein Grabmonument wurde von Bernhard Rode gestaltet.